# Richard C. Tolman

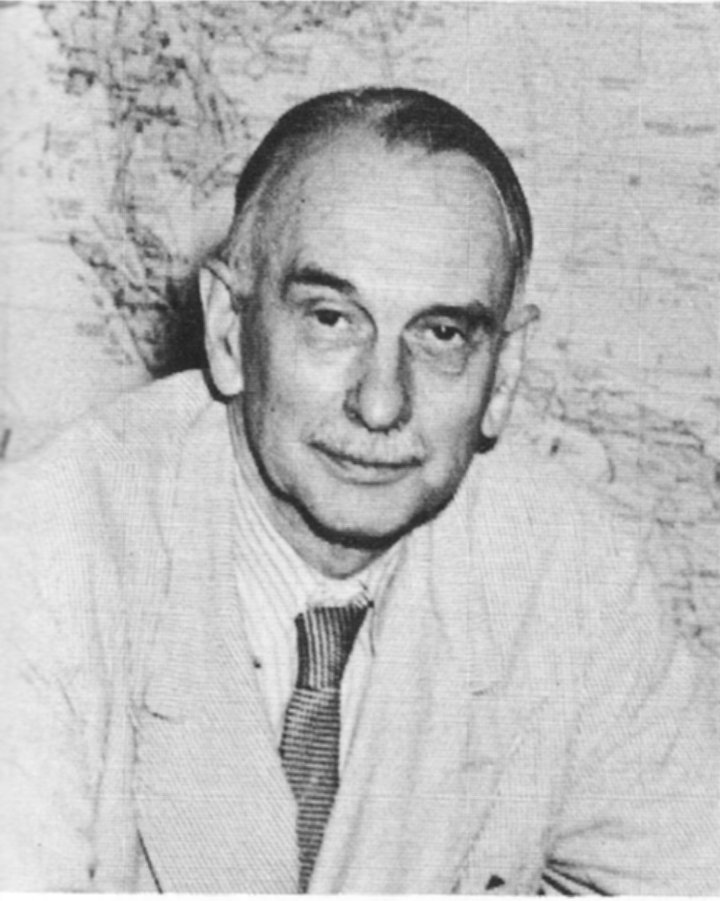
Richard C. Tolman (1945)

Richard Chace Tolman (* 4. März 1881 in West Newton, Massachusetts; † 5. September 1948 in Pasadena, Kalifornien) war ein US-amerikanischer theoretischer Physiker, der sich vor allem mit physikalischer Chemie, statistischer Mechanik und der Relativitätstheorie beschäftigte.

## Leben
Tolman studierte Chemieingenieurwesen am MIT, wo er 1903 seinen Abschluss (B.A.) machte und 1910 promovierte. Dazwischen war er 1904 in Berlin. Danach hatte er Positionen unter anderem an der University of California, Berkeley. Im Ersten Weltkrieg arbeitete er für die Regierung in der Entwicklung chemischer Kampfmittel und ab 1919 bis 1922 als stellvertretender Leiter (später Leiter) einer Forschungsstelle zur Stickstoff-Fixierung für Sprengstoffe und Düngemittel.
1922 wurde er Professor für mathematische Physik und physikalische Chemie am California Institute of Technology (Caltech) in Pasadena, wo er bis zu seinem Tod blieb und zeitweise Dean der „Graduate School“ war (deren Orientierung an aktueller Forschung er am Caltech wesentlich bestimmte).
Er hatte auch hohe Regierungsämter inne. Während des Zweiten Weltkriegs war er wissenschaftlicher Berater von General Leslie Groves im Manhattan-Projekt und Vizepräsident des National Defense Research Committee (NDRC), wo er speziell mit der Entwicklung von Aufschlagzündern und Raketen beschäftigt war. Nach dem Krieg war er wichtigster Berater des US-Delegierten Bernard Baruch bei der United Nations Atomic Energy Commission.
1922 wurde er in die American Academy of Arts and Sciences gewählt, 1923 in die National Academy of Sciences und 1932 in die American Philosophical Society.
Tolman war für seine hervorragenden, gut vorbereiteten Vorlesungen bekannt, bei denen er die Studenten zu Diskussionen ermutigte. Zu seinen Studenten zählt Linus Pauling.

## Werk

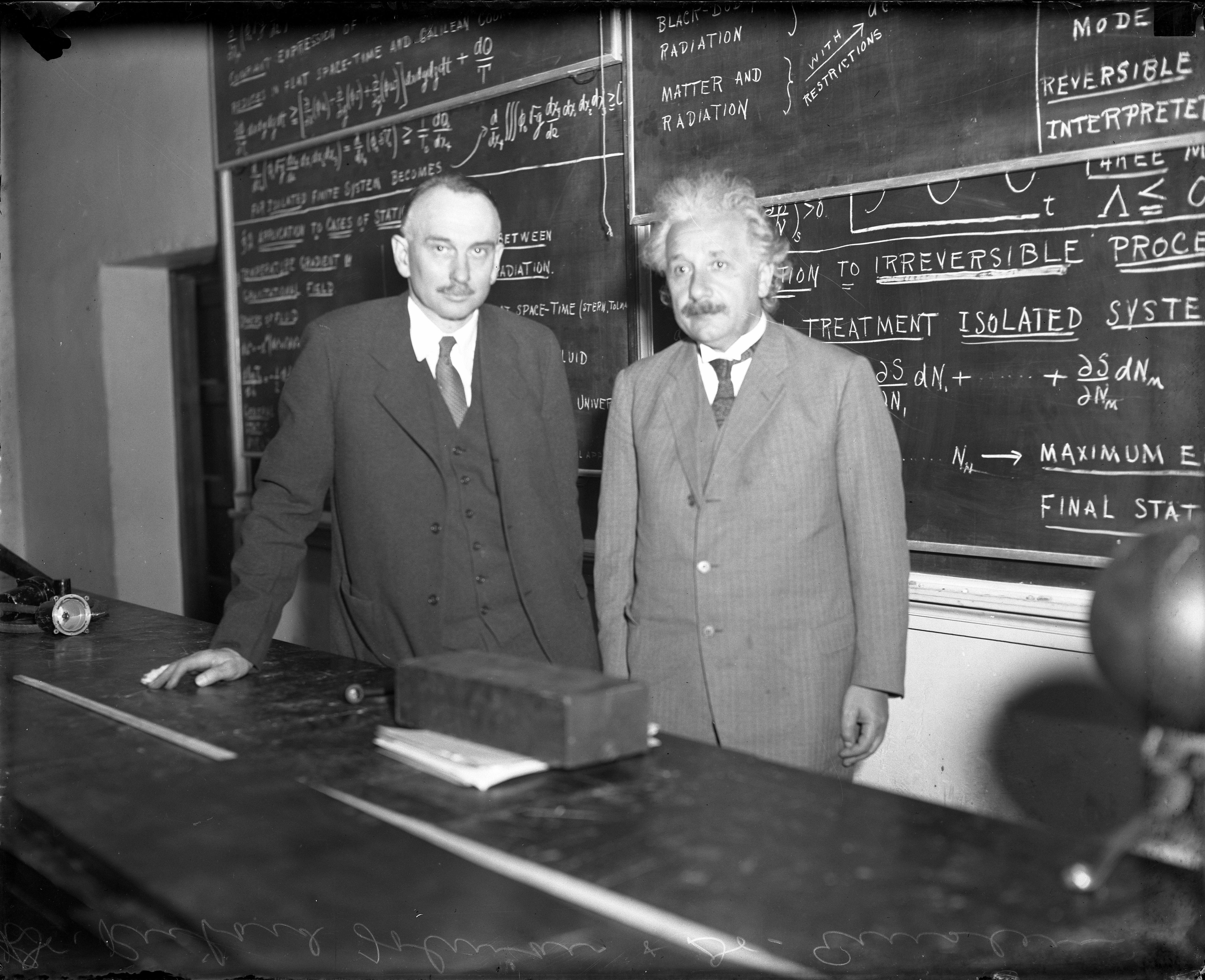
Tolman und Albert Einstein am California Institute of Technology (1932)

Tolman schrieb ab 1909 Arbeiten über die Spezielle Relativitätstheorie, wobei er Gilbert Newton Lewis folgend 1909/1912 die relativistische Masse definierte (in Abwandlung der älteren von Hendrik Antoon Lorentz (1899) und Albert Einstein (1905) benutzten Begriffe von „longitudinaler“ und „transversaler“ Masse). 1912 untersuchte er auch die Emissionstheorie als Alternative zur SRT, jedoch verwarf er sie später.
Tolman wies nach, dass Elektronen die Träger der elektrischen Ladung beim Elektrizitätsfluss in Metallen sind und bestimmte deren Masse im Tolman-Experiment (1916), indem er die aufgrund der Trägheit der Elektronen in beschleunigten Metallen hervorgerufenen Spannungen maß.
Vor allem war er ein Spezialist für statistische Mechanik, über die er ein lange maßgebliches Lehrbuch schrieb (1927 noch vor dem Hintergrund der älteren Quantentheorie, 1938 in völliger Neubearbeitung mit voller Berücksichtigung der Quantenmechanik) und die er auch auf relativistische Systeme und die Kosmologie anwandte. So zeigte er 1934, dass sich Schwarzkörperstrahlung in einem sich ausdehnenden Universum zwar abkühlt, aber thermisch bleibt. Seine Untersuchung oszillierender Universen führte zur zeitweiligen Ablehnung dieser Theorien, die aber seitdem immer wieder einmal diskutiert werden. Sein Relativity, Thermodynamics and Cosmology war auch ein bekanntes Lehrbuch der allgemeinen Relativitätstheorie.
Auf Basis seiner Arbeit konnten  Robert Oppenheimer und George Michael Volkoff im Jahr 1939 die obere Schranke für die Masse von Neutronensternen, die sogenannte Tolman-Oppenheimer-Volkoff-Grenze, errechnen.

## Sonstiges
Tolman machte vergeblich den Vorschlag, das Zeitintervall, das Licht benötigt, um die Entfernung von einem Femtometer zurückzulegen, als Jiffy zu bezeichnen.
Nach Richard C. Tolman ist der Tolman Award benannt, der jährlich von der Southern California Section of the American Chemical Society für wichtige Arbeiten auf dem Gebiet der Chemie verliehen wird.

## Schriften (Auswahl)
- The Principles of Statistical Mechanics. Dover, New York 1979, zuerst 1938, ISBN 0-486-63896-0.
- Relativity Thermodynamics and Cosmology. Clarendon Press, Oxford 1934.